# North-South Expressway (Malaysia)

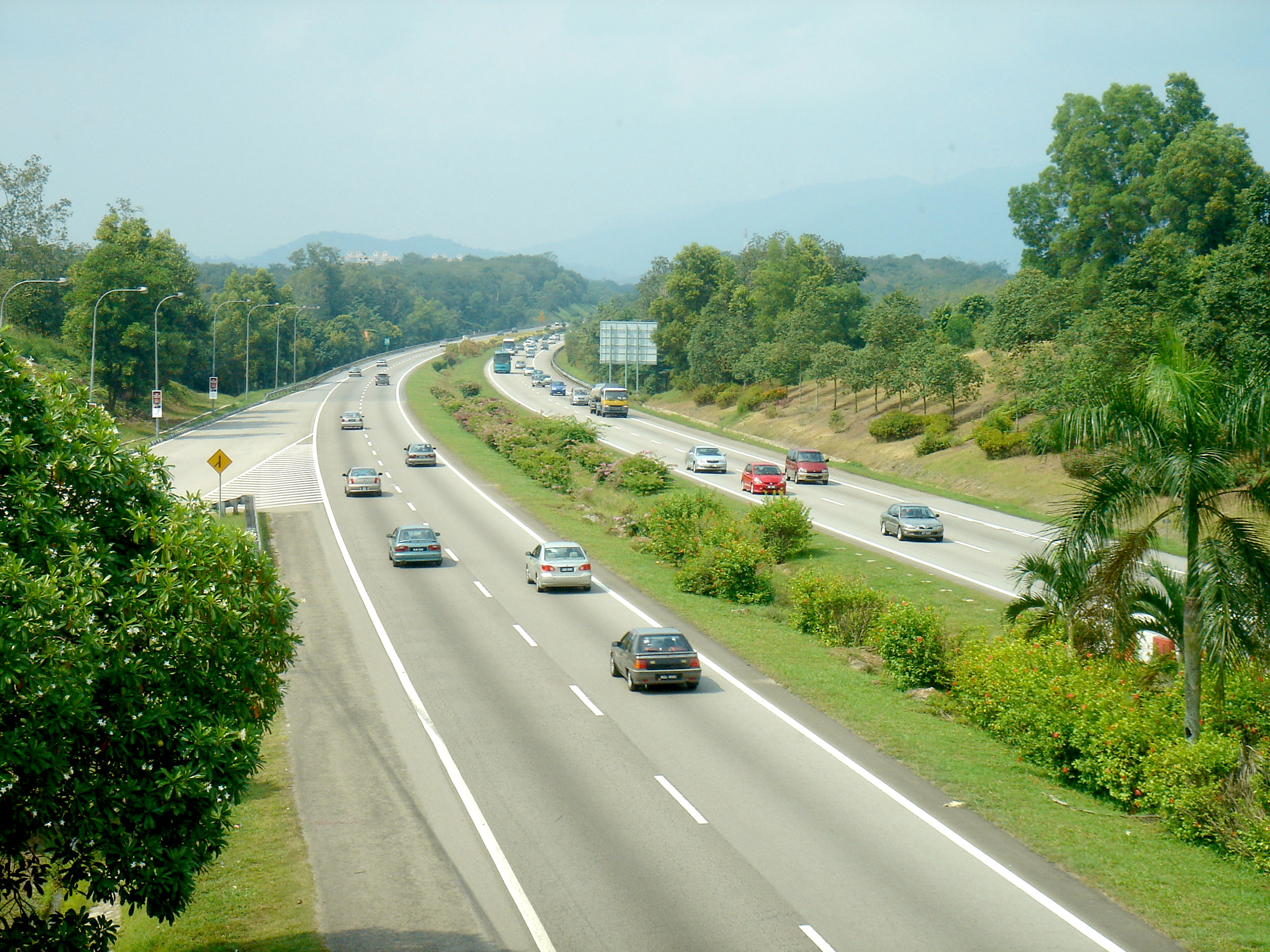
North-South Expressway

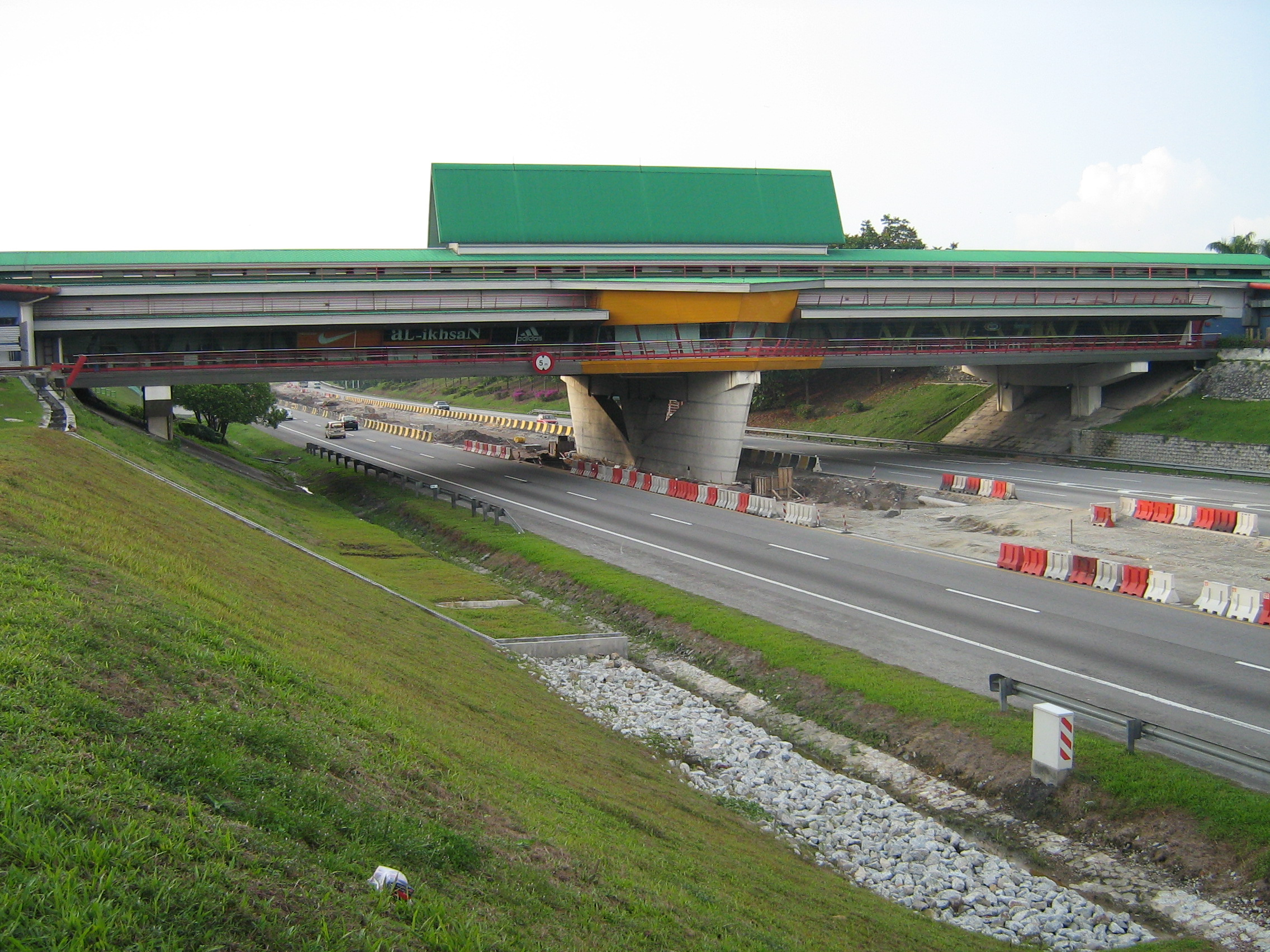
Brückenrestaurant bei Ayer Keroh

Der North-South Expressway (Abk.: NSE), malaiisch Lebuhraya Utara-Selatan, ist eine malaysische Autobahn, welche von der thailändisch-malaysischen Grenze bei Bukit Kayu Hitam im Bundesstaat Kedah, an der Westküste entlang bis nach Johor Bahru am südlichen Ende der Malaiischen Halbinsel verläuft. Der NSE ist auch unter dem Namen PLUS Expressways Berhad bekannt. Nördlich von Kuala Lumpur ist die Autobahn als E1, südlich davon als E2 ausgeschildert und ist Teil des Asian Highway AH2. 
Der NSE wurde am 8. September 1994 eröffnet und ist mit 772 km Länge bis heute die längste Autobahn in Malaysia. Zum größten Teil ist sie auch Teil der Asian Highway 2 (AH2), worauf entlang der Strecke hingewiesen wird. Die Fortsetzung in Thailand ist die Thanon Phetkasem (beschildert als Route 4) Richtung Hat Yai und Bangkok.

## Geschichte
Die North-South Expressway wurde aufgrund der zunehmenden Staus in der Bundesstraße 1 gebaut. 1977 plante die Regierung als Alternative den Bau der North-South Expressway. Wegen der hohen Kosten des Projekts war geplant, die Autobahn zu privatisieren und zu mautieren, aber keiner der von der Regierung eingeladenen Bauherren war aufgrund der wirtschaftlichen Unsicherheiten zu diesem Zeitpunkt nicht bereit, die Arbeit zu erledigen, und der Plan konnte nicht verwirklicht werden. Erst nachdem Mahathir Mohamad Premierminister wurde, wurde dieses North-South Expressway-Projekt wiederbelebt. 
Die malaysische Autobahnbehörde wurde am 24. Oktober 1980 gegründet, um die Planung, den Bau, die Regulierung, den Betrieb und die Instandhaltung von Überlandstraßen zu überwachen und auszuführen, Mautgebühren zu erheben und einzuziehen, Verträge abzuschließen und damit verbundene Angelegenheiten zu erledigen. Zu dieser Zeit wurden alle Bauarbeiten der Schnellstraße zwischen 1982 und 1988 ausschließlich von der malaysischen Autobahnbehörde verwaltet, bevor sie am 13. Mai 1988 an das Projek Lebuhraya Utara-Selatan Berhad (PLUS Expressways) übergeben wurden.
Die ersten Pionierabschnitte, die eröffnet werden, sind von Bukit Kayu Hitam nach Jitra durch den Umbau der A1 und die Eröffnung des Kuala Lumpur-Seremban Expressway. Es umfasst auch die Eröffnung der Penang Bridge und des Abschnitts Seberang Jaya-Perai. Für Johor Bahru wurde der Skudai Highway als Verlängerung der Route 1 im Süden gebaut. Die ausgedehnte Urbanisierung von Johor Bahru hatte jedoch dazu geführt, dass der Skudai Highway FT1 nicht geeignet war, Teil des North-South Expressway E2 zu werden, da der Skudai Highway FT1 keine Autobahn mit kontrolliertem Zugang ist. Trotzdem wurden die Mautstraße und die North-South Expressway von Projek Lebuhraya Utara-Selatan Berhad erworben. Danach wurden die Mautgebühren im Jahr 2004 abgeschafft.
Der Abschnitt Senawang–Ayer Keroh wurde 1987 als Verlängerung des Kuala Lumpur–Seremban Expressway gebaut. Die Mautgebühr des Kuala Lumpur–Seremban Expressway erfolgte von Sungai Besi nach Labu. Als Ergebnis der Fertigstellung des Abschnitts Senawang–Ayer Keroh wurde die alte Labu Toll Plaza abgerissen und durch drei Mautstellen-Kreuzungen an der Ausfahrt 218 Seremban-Kreuzung, Ausfahrt 219 Port Dickson-Kreuzung und Ausfahrt 220 Senawang-Kreuzung ersetzt; die Kreuzung Senawang wurde gebaut, indem der Durchgangsverkehr nach Ayer Keroh und nach Süden umgeleitet wurde, bevor sie 1989 nach Pagoh verlängert wurde. Unterdessen wurde am 11. Januar 1993 der 31 km lange New Klang Valley Expressway (NKVE) E1 eröffnet, der große Städte im Klang Valley mit der North-South Expressway verbindet.
Der North-South Expressway wurde 15 Monate früher als geplant fertiggestellt und konnte deswegen schon am 8. September 1994 von Mahathir bin Mohamad, dem malaysischen Premierminister, eingeweiht werden.
Die Mautstellen Jelapang und Ipoh South wurden 2009 abgerissen, um eine durchgehende Route durch Ipoh zu schaffen. Dies wird durch den Bau von zwei Local-Express-Spuren für jede Seite erreicht, die nur über die Ausfahrt 138 Ipoh South Exit (für den Nordverkehr) und die Ausfahrt 141 Ipoh North Exit (für den Südverkehr) erreichbar sind. Die Mautstellen in Ipoh werden daher an beiden Enden der Local-Express-Spuren verlegt. Die Entscheidung, beide Mautstellen abzureißen, wurde aufgrund von Unfällen auf der Mautstelle Jelapang getroffen. Seit der Eröffnung der Mautstelle am 28. September 1987 kam es zu vielen Unfallfällen, bei denen es bei schweren Fahrzeugen zu einem Bremsversagen durch starkes Bremsen bei der Bergabfahrt zur Mautstelle kam. Am 7. Juni 2008 wurde die neue Mautstelle Ipoh Nord (Richtung Süden), die die alte Mautstelle Jelapang ersetzt, für den Verkehr freigegeben, gefolgt von der Richtung Norden am 15. August 2008. Ab 11.00 Uhr am 14. Juli 2009 wird der Durchgangsverkehr Kuala Lumpur–Penang ist jetzt für den Verkehr freigegeben. Mit der Eröffnung der 14,7 km langen Strecke zwischen Ipoh North (Jelapang) und Ipoh South müssen Autobahnnutzer nicht mehr für Mauttransaktionen an den Mautstellen Ipoh North und Ipoh South anhalten. 

## Trassenführung
Der NSE verbindet viele große Städte an der Westküste. Der NSE verläuft von der thailändisch-malaysischen Grenze im Norden bei Bukit Kayu Hitam im Bundesstaat Kedah über die Städte Alor Setar, Sungai Petani, Butterworth, Taiping, Ipoh, Rawang, Kuala Lumpur, Seremban, Melaka (Malakka) bis nach Johor Bahru und den dortigen Anschlussstraßen nach Singapur über den JB Eastern Dispersal Link und den Johor-Singapore Causeway. 
Der NSE ist in Kuala Lumpur nicht durchgängig. Dort besteht eine Lücke von etwa 70 km. Trotzdem ist eine Fahrt von Norden nach Süden ausschließlich auf Expressways möglich. Dazu umfährt man den Großraum Kuala Lumpur und das Bundesterritorium Putrajaya westlich über den New Klang Valley Expressway und den North-South Expressway Central Link.

## Technische Auslegung
Der NSE ist einer deutschen Bundesautobahn sehr ähnlich. Fast die gesamte Strecke ist vierspurig (zwei Spuren je Richtung) und mit zwei Standstreifen ausgelegt. Teilabschnitte sind sechsspurig ausgelegt. Die Autobahnauf- und Abfahrten werden weitläufig eingefädelt. Notfalltelefone gibt es alle zwei Kilometer. Nur die nördlichste Teilstrecke zwischen Bukit Kayu Hitam und Jitra (etwa 25 km) ist zwar auch vierspurig, jedoch nicht planfrei ausgelegt.
Der Teil südlich von Kuala Lumpur ist mit einem sehr breiten Mittelstreifen ausgestattet worden. In weiten Abschnitten baut man zurzeit auf diesem in beiden Richtungen eine dritte Fahrbahn, indem man sie zur Mitte hin anfügt. Vorteil dieses breiten Mittelstreifens ist, dass kostenaufwendige Hügeleinschnitte und Dämme nicht verbreitert werden müssen.
Der Unterbau wurde nach westlichen Standards errichtet, der Fahrbahnbelag ebenfalls. Die Trasse ist für Hochgeschwindigkeitsfahrt ausgelegt. Die Kurven haben einen großen Radius und der Neigungswinkel ist klein.
Der bergige Abschnitt zwischen Gopeng und Tapah ist mit 200 Mio. Ringgit pro Kilometer, im Vergleich zum Durchschnitt mit 20 Mio. RM/km, der teuerste.
Der 800 m lange Menora Tunnel bei Jelapang ist der einzige Tunnel auf dem NSE und war zum Zeitpunkt der Fertigstellung der längste auf der malaiischen Halbinsel.

### Aktuelle Erweiterungen
Zurzeit wird an mehreren Streckenabschnitten eine dritte Spur an die bestehenden zwei Fahrbahnen angefügt. U. a. wird der gesamte Trassenabschnitt zwischen Kuala Lumpur und der Ausfahrt Slim River in beiden Richtungen um eine Spur ergänzt, wozu die Bergeinschnitte und Dammbauten auf diesem hügeligen Abschnitt verbreitert werden müssen.

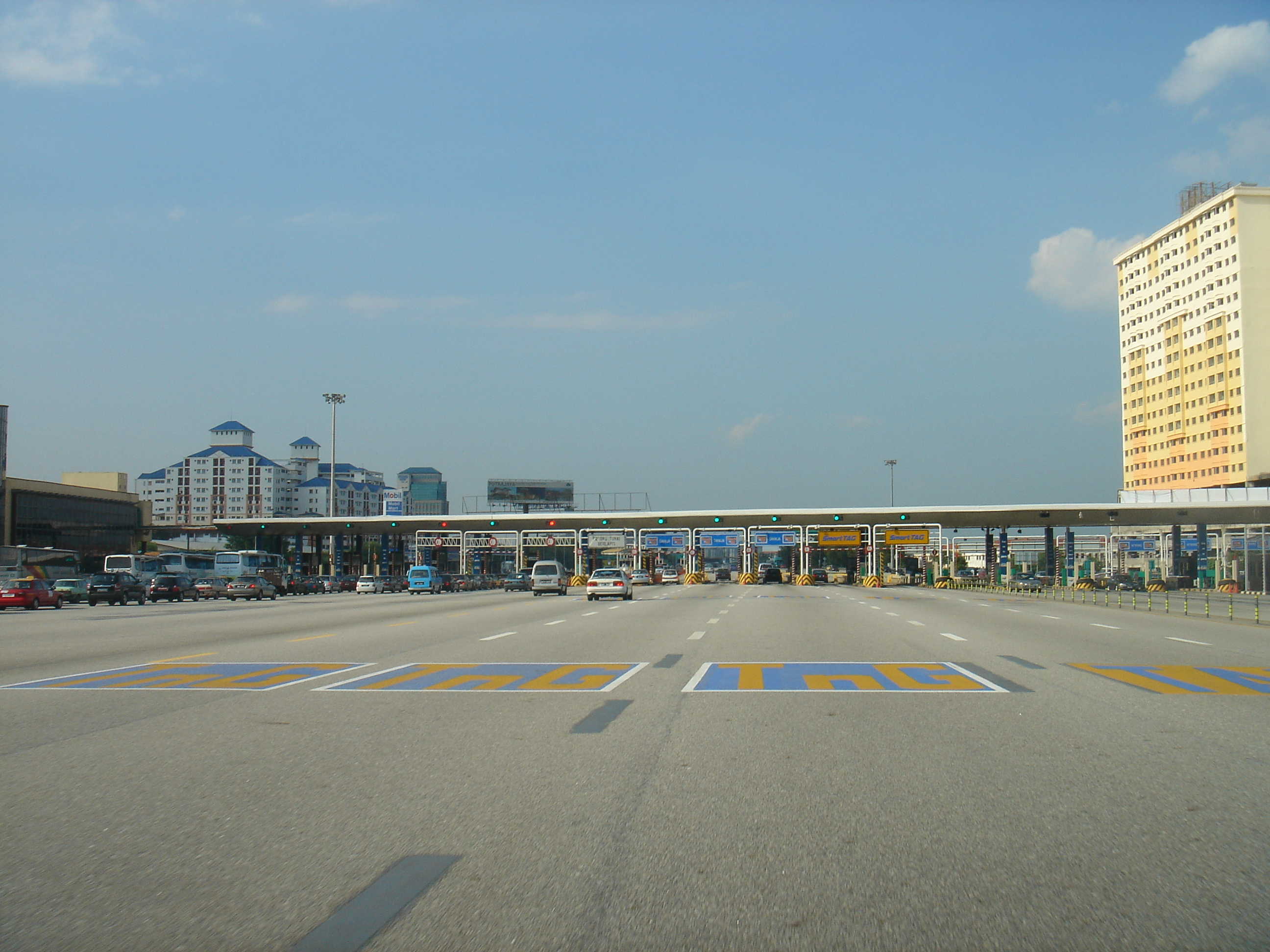
Mautstelle in Kuala Lumpur

## Mautsystem
Die Betreibergesellschaft PLUS Expressways Berhad (Projek Lebuhraya Usama Sama) benutzt auf dem größten Teil des NSE ein geschlossenes Mautsystem: Alle Fahrzeuge erhalten an den Auffahrten Tickets und bezahlen den gefahrenen Abschnitt an der Autobahnabfahrt an einem so genannten Toll Plaza.
Pendler können verschiedene Karten kaufen, die man bei langsamer Fahrt durch das Toll Plaza an die Windschutzscheibe hält. Ein Computer bucht einen günstigeren Tarif ab.

## Autobahnwechsel (Expressway Interchange)
Es gibt Autobahnkreuze bzw. Autobahndreiecke mit Anschluss zu den Autobahnen:
- Penang Bridge
- New Klang Valley Expressway
- North-South Expressway Central Link
- Seremban-Port Dickson Highway
- Second Link Expressway

## Technische Daten
| Nummerierung          | E1 (nördlich von Kuala Lumpur), E2 (südlich von Kuala Lumpur) |
| Betreibergesellschaft | Plus Expressways Berhad                                       |
| Gesamtlänge           | 15.648.029 (+11,6 %)                                          |
| Fahrbahnspuren        | 4 (Abschnittsweise auch 6)                                    |
| Auf-/ Abfahrten       | 75                                                            |
| Mautstellen           | 65                                                            |
| Tunnel                | 1                                                             |